# Општина Коарнеле Капреј (Јаши)
Коарнеле Капреј (рум. Coarnele Caprei) општина је у Румунији у округу Јаши.
Oпштина се налази на надморској висини од 91 m.